# Staurastrum hirsutum
Staurastrum hirsutum là một loài Song tinh tảo trong họ Desmidiaceae, thuộc chi Staurastrum.